# فرودگاه دوسن سیتی
فرودگاه دوسن سیتی (به انگلیسی: Dawson City Airport) یک فرودگاه همگانی باربری با کد یاتا YDA است که یک باند فرود شن دارد و طول باند آن ۱٬۵۲۶ متر است. این فرودگاه در کشور ایالات متحده آمریکا قرار دارد و در ارتفاع ۳۷۰ متری از سطح دریا واقع شده‌است.

## شرکت‌های هواپیمایی و مقصدهای پروازی

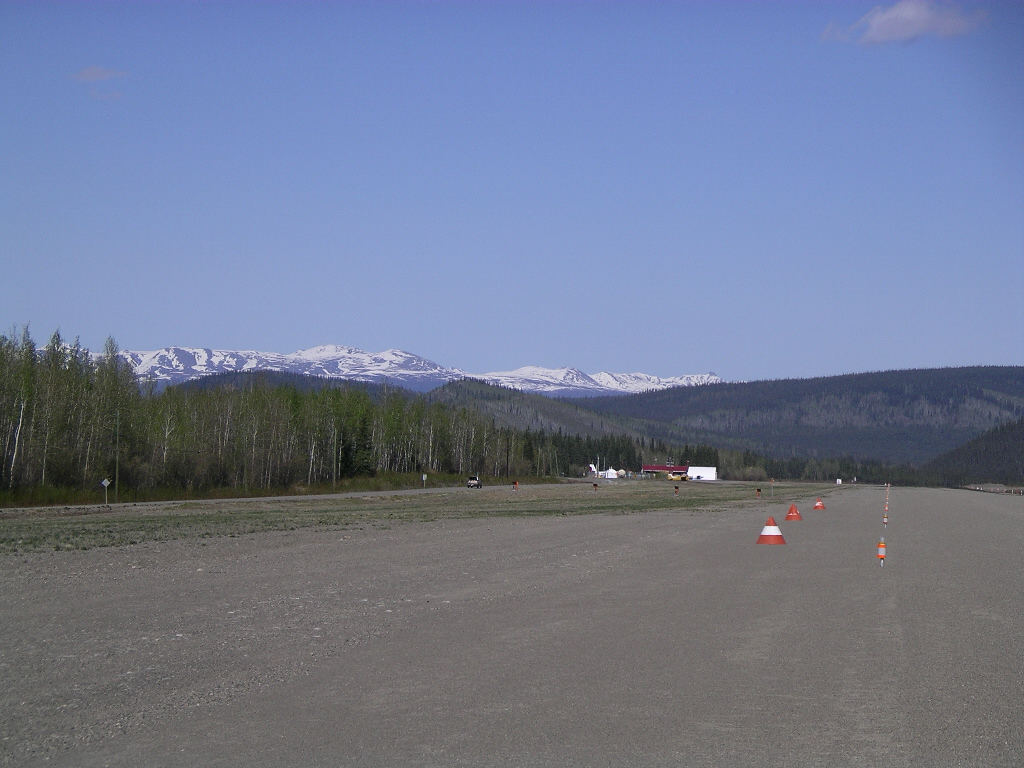
Near the threshold of runway 03

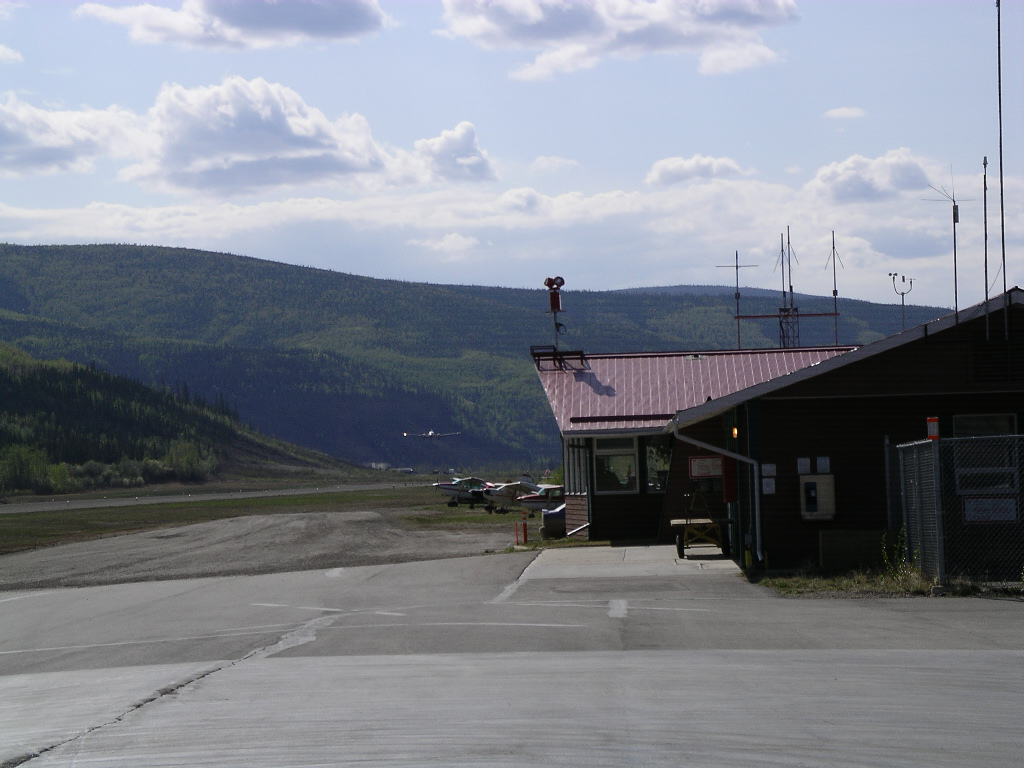
An Hawker Siddeley HS 748 touching down on runway 03

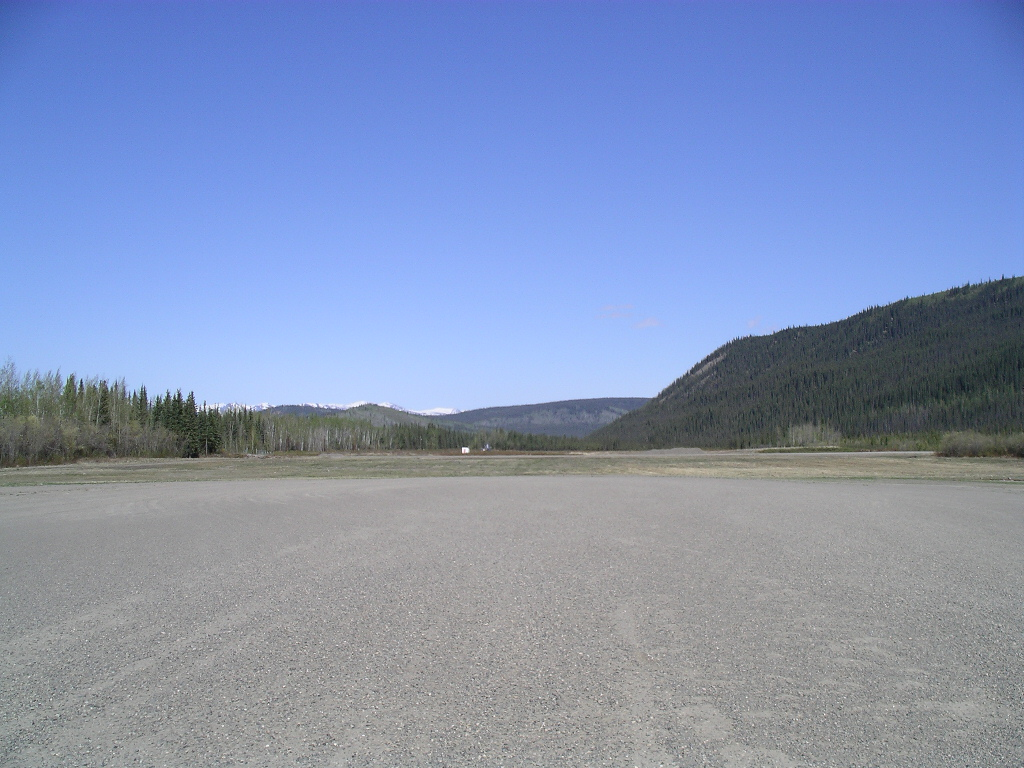
Note the large hills nearby

| شرکت‌های هواپیمایی | مقصدهای پروازی                                                   |
| ----------------- | ---------------------------------------------------------------- |
| Air North         | اینوویک مایک زوبکو، اولد کرو، اریک نیلسون وایتهورس فصلی: فیربنکس |
| Great River Air   | On Demand Charter                                                |